# Audan Saryssu
Der Audan Saryssu (kasachisch Сарысу ауданы Saryssu audany, russisch Сарысуский район Saryssuski rajon) ist ein Bezirk im Gebiet Schambyl in Kasachstan.

## Geografie
Der Bezirk grenzt im Westen an das Gebiet Türkistan, im Norden an die Gebiete Ulytau und Qaraghandy. Im Osten grenzt er an den Audan Mojynqum und im Südosten an den Audan Talas. Die Landschaft ist zum größten teil flach und karg, nur der äußerste Süden ist gebirgig. Dort liegen die nördlichen Ausläufer des Qaratau. Der große nördliche Teil des Bezirks liegt in der Hungersteppe, einer steppenartigen Halbwüste im Zentrum Kasachstans. Der zentrale Teil des Bezirks liegt in der Wüste Mujunkum, die im Norden durch den Fluss Tschüi begrenzt wird.

## Geschichte
Der Bezirk wurde am 3. September 1928 gegründet; das Verwaltungszentrum wurde der Ort Baikadam (heute Saudakent). Die Zwangskollektivierung der Landwirtschaft hatte große Auswirkungen auf die lokale Bevölkerung, die bisher einen größtenteils nomadischen Lebensstil pflegte. So kam es 1930 beim Aufstand von Susak auch in Teilen des Bezirks zu einem Aufstand gegen die Sowjetmacht, der niedergeschlagen wurde.
Am 2. Januar 1963 wurde der Bezirk Saryssu aufgelöst und das Gebiet an den benachbarten Bezirk Talas übertragen. Am 2. Januar 1967 wurde der Bezirk Saryssu wieder vom Bezirk Talas getrennt. Nach der Unabhängigkeit Kasachstans wurde 1997 die bisher nicht dem Bezirk angehörige Stadt Schangatas dem Bezirk unterstellt und zum neuen Verwaltungszentrum.

## Bevölkerung
Bei der Volkszählung 1999 hatte der Audan Saryssu 48.594 Einwohner. Die Volkszählung 2009 ergab für den Bezirk eine Einwohnerzahl von 41.105. Bei der letzten Volkszählung 2021 lebten 43.538 Menschen im Audan Saryssu.  Die Fortschreibung der Bevölkerungszahl ergab zum 1. Januar 2025 eine Einwohnerzahl von 43.480.
| Einwohnerentwicklung               | Einwohnerentwicklung | Einwohnerentwicklung | Einwohnerentwicklung | Einwohnerentwicklung | Einwohnerentwicklung | Einwohnerentwicklung | Einwohnerentwicklung |
| 1939                               | 1959                 | 1970                 | 1979                 | 1989                 | 1999                 | 2009                 | 2021                 |
| ---------------------------------- | -------------------- | -------------------- | -------------------- | -------------------- | -------------------- | -------------------- | -------------------- |
| 12.194                             | 15.314               | 36.060               | 58.702               | 81.244               | 48.594               | 41.105               | 43.538               |
| Anmerkung: Volkszählungsergebnisse |                      |                      |                      |                      |                      |                      |                      |

## Verwaltungsgliederung
Der Audan Saryssu ist in zehn ländliche Bezirke (kasachisch Ауылдық округ Auyldyq okrug; russisch Сельский округ Selski okrug) gegliedert (Stand: 2009).
| Ländlicher Kreis | Einwohner | Einwohner | Orte                                               |
| Ländlicher Kreis | 1999      | 2009      | Orte                                               |
| ---------------- | --------- | --------- | -------------------------------------------------- |
| Baiqadam         | 6.041     | 5.550     | Saudakent, Scharqudyq                              |
| Dosbol           | 649       | 804       | Dosbol, Kökdala-kischi, Kökdala-ülken, Schaghalaly |
| Igilik           | 2.581     | 2.627     | Igilik, Öndiris                                    |
| Qamqaly          | 2.287     | 1.158     | Qamqaly, Schailauköl, Schyghanaq                   |
| Schajylma        | 3.902     | 3.621     | Aqtam, Majatas, Qysyldiqan, Schajylma              |
| Schangaaryq      | 1.761     | 1.659     | Aqtoghai, Sysdyqbajew, Usaqbai                     |
| Schangatalap     | 1.719     | 1.489     | Schangatalap, Ujym                                 |
| Schangatas       | 25.927    | 20.731    | Schangatas                                         |
| Toghyskent       | 1.958     | 1.891     | Mailyköl, Toghyskent, Üscharal                     |
| Türkistan        | 1.769     | 1.575     | Budennoje, Türkistan, Üschbas                      |